# (1107) Lictoria
(1107) Lictoria ist ein Asteroid des Hauptgürtels, der am 30. März 1929 vom italienischen Astronomen Luigi Volta in Pino Torinese entdeckt wurde. 
Der Asteroid wurde nach dem Symbol der italienischen faschistischen Partei benannt worden, das Fasci Littori genannt wurde, nach dem Lateinischen Fasces Lictores. Während die Faschisten an der Macht waren, wurde viel in Italien nach dem Symbol benannt, zum Beispiel Festivals (littoriali) und Schnellzüge (littorine). Als die Pontine-Sümpfe (siehe Pontinische Ebene) trockengelegt wurden, wurde die Gegend wiederbesiedelt. Die ersten beiden Städte hatten die Namen Littoria und Sabaudia. Nach Sabaudia wurde der Asteroid (1115) Sabauda benannt. Nach der Befreiung Italiens von den Faschisten wurde Littoria in Latina umbenannt. Diese Informationen stammen von Paul G. Comba und sind in Lutz D. Schmadels Dictionary of minor planet names veröffentlicht worden.